# Tjockornas grynnan
Tjockornas Grynnan är skär i Åland (Finland). De ligger i den nordvästra delen av landskapet, 40 km nordväst om huvudstaden Mariehamn.
Terrängen runt Tjockornas Grynnan är mycket platt. Trakten är glest befolkad. Närmaste större samhälle är Geta, 16,2 km öster om Tjockornas Grynnan. 